# Barco de piedra

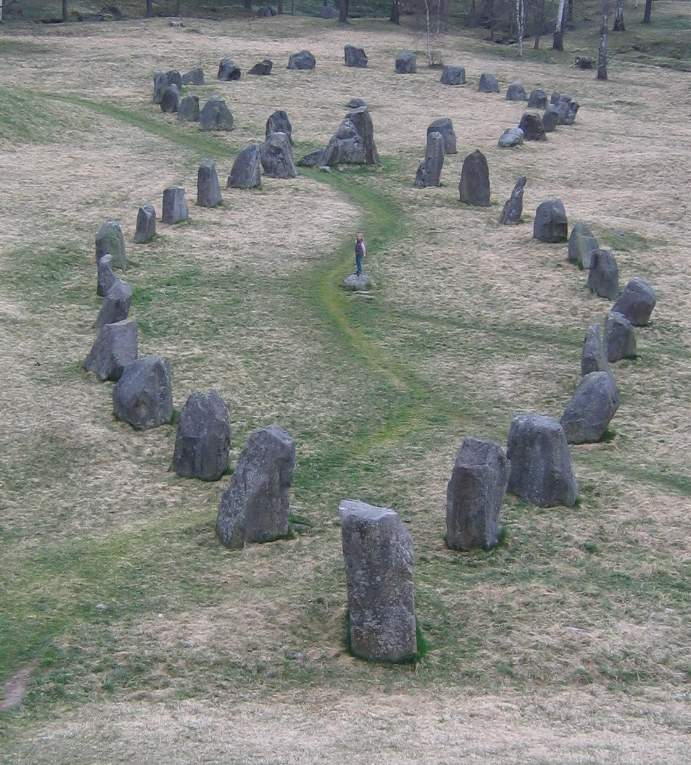
El doble barco de piedra de Anund, en Anundshog, Suecia.

Un barco de piedra es un monumento megalítico germánico propio de Escandinavia, hecho mediante el alineamiento de bloques de piedra que tienen forma de barco. Su tamaño varía desde unos pocos metros hasta los 67 metros que tiene el más grande, el de las piedras de Ale (Ale stenar en sueco), en Scania, Suecia. La orientación varía y el interior puede estar adoquinado o relleno con piedras, o que estén colocadas en forma de mástiles. La ilusión de parecer un barco se consigue por las grandes piedras que hay en los extremos. Algunos tienen una popa oblicua.

## Localizaciones
Se encuentran ejemplos aislados en el norte de Alemania y a lo largo de la costa del Báltico, donde los llaman barcos del diablo, ya que se cree que representan los barcos funerarios en los cuales los muertos eran enviados al mar. Las excavaciones han demostrado que se construyeron en la última parte de la Edad de Bronce nórdica, entre el 1000 a. C. y el 500 a. C.

## Barcos destacables
Barcos de piedra destacables
- Piedras de Ale, en Suecia, tiene 67 m de largo.
- Piedras de Askeberga, en Suecia, de 55 m de largo.
- El doble barco de piedra del "túmulo de Anund" (Anundshög), en Västmanland, donde también se encuentra el laberinto de Tibble.
- Bække, en Dinamarca, a 25 km al sur de Bække. Tiene 25 m de largo.
- Gettlinge, en Suecia.
- Glavendrup, Dinamarca
- Hulterstad, en Suecia.
- Jelling, en Dinamarca, tiene 355 metros de largo y es atravesado por dos túmulos.
- Kerteminde, en Dinamarca, tiene 20 m de largo.
- Lejre, en Dinamarca.
- Lindholm Høje, en Dinamarca.
- Piedras de Blomsholm, en Suecia
- Túmulo funerario de Thyra, en Dinamarca.
- Tumba de Tjelvar, en Suecia.
- Altes Lager Menzlin, en Alemania.